# Carex senayana
Carex senayana är en halvgräsart som beskrevs av Sóo. Carex senayana ingår i släktet starrar, och familjen halvgräs. Inga underarter finns listade i Catalogue of Life.